# Stunnel
Stunnel — мультиплатформна програма з відкритим кодом, яка використовується для надання універсального тунельного сервісу TLS/SSL. Випущений відповідно до умов загальної публічної ліцензії GNU (GPL) з винятком OpenSSL.
Stunnel може використовуватися для забезпечення безпечних зашифрованих з'єднань для клієнтів або серверів, які не підтримують TLS або SSL. Для цього Stunnel перехоплює незашифровані дані, що мали відправлятись в мережу, та шифрує їх.
Програма працює на різних операційних системах, в тому числі ОС Unix та Microsoft Windows. Stunnel використовує бібліотеку OpenSSL для реалізації базового протоколу TLS та SSL.
Stunnel використовує криптографію з відкритим ключем за допомогою цифрових сертифікатів X.509. Клієнти також можуть бути автентифіковані через сертифікат.